# Jérôme Boateng
Jérôme Agyenim Boateng, nemški nogometaš, * 3. september 1988, Berlin, Nemčija.
Z nemško reprezentanco je osvojil naslov svetovnega prvaka v nogometu leta 2014 v Braziliji in bronasto medaljo na svetovnem prvenstvu leta 2010 v Južni Afriki.
Trenutno igra za francoski klub Lyon, deset sezon je igral za Bayern München.